# Щербинці
Щерби́нці —  село в Україні, у Ванчиковецькій сільській громаді Чернівецького району Чернівецької області. Населення становить 693 особи (станом на 01.04.2018 року).

## Географія
Село Щербинці розташоване на північ від м. Новоселиця у лісостеповій зоні на сьомій терасі річки Прут. Межує на півночі з с. Форосна, на півдні с. Черленівка, на сході с. Костичани та с. Драниця, на заході з с. Берестя. Відстань до м. Новоселиця становить 19 км, до м. Чернівці — 50 км та  до найближчої залізничної станції с. Мамалига — 13 км.

## Населення
Станом на 1 квітня 2018 року в селі мешкає 693 особи.

## Інфраструктура

### Сільське господарство
В селі працюють СТОВ-1, що має рілля 834 га, зрошувальних земель немає, ділянки для сінокосіння та випасання худоби — 153 га. Спеціалізується на вирощуванні зернових, соняшника, сої, та тваринництві — ВРХ. Працює також 3 приватних підприємці та 2 крамниці.

### Освіта
В селі Щербинці працює навчально-виховний заклад І-ІІ ступенів, де навчається 72 учні.

### Охорона здоров'я
Санаторій с. Щербинці не працює, працює ФАП.

## Культура
В селі працює клуб та філія Новоселицької бібліотеки. Працює Святоіллінська церква, належить до УПЦ московського патріархату та церква Євангелія Християн баптистів.

## Світлини

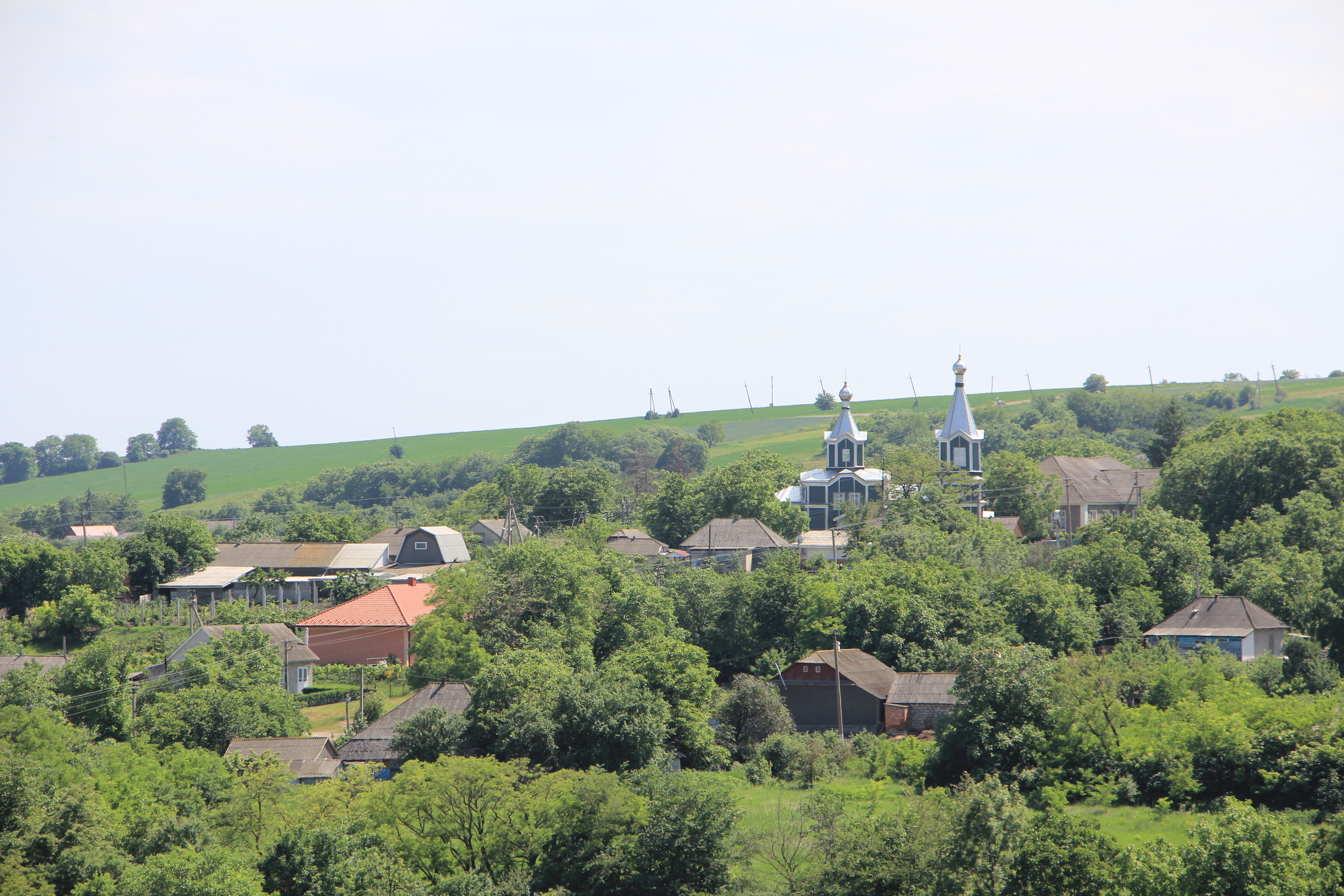
Вид на село Щербинці
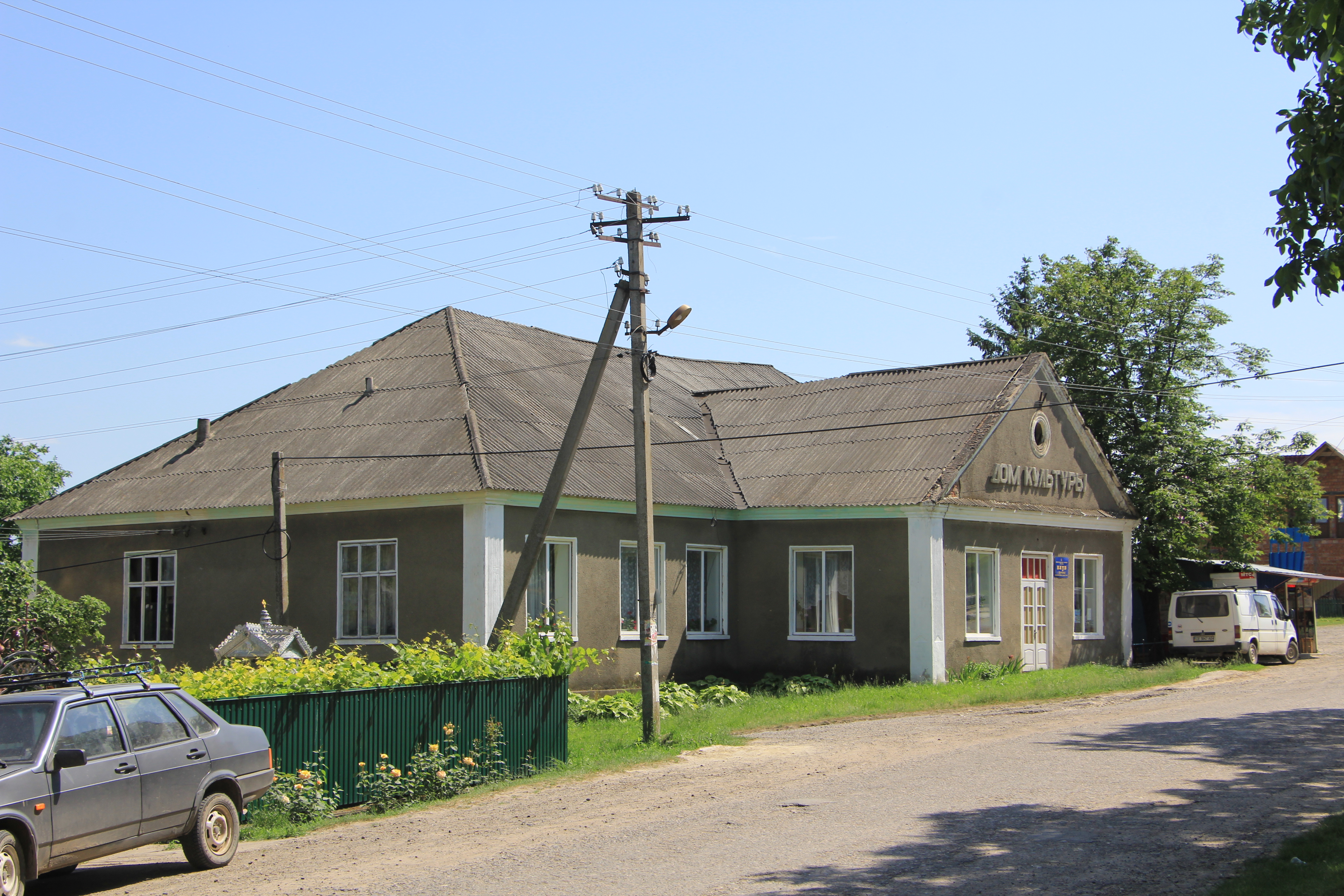
Будинок культури села Щербинці
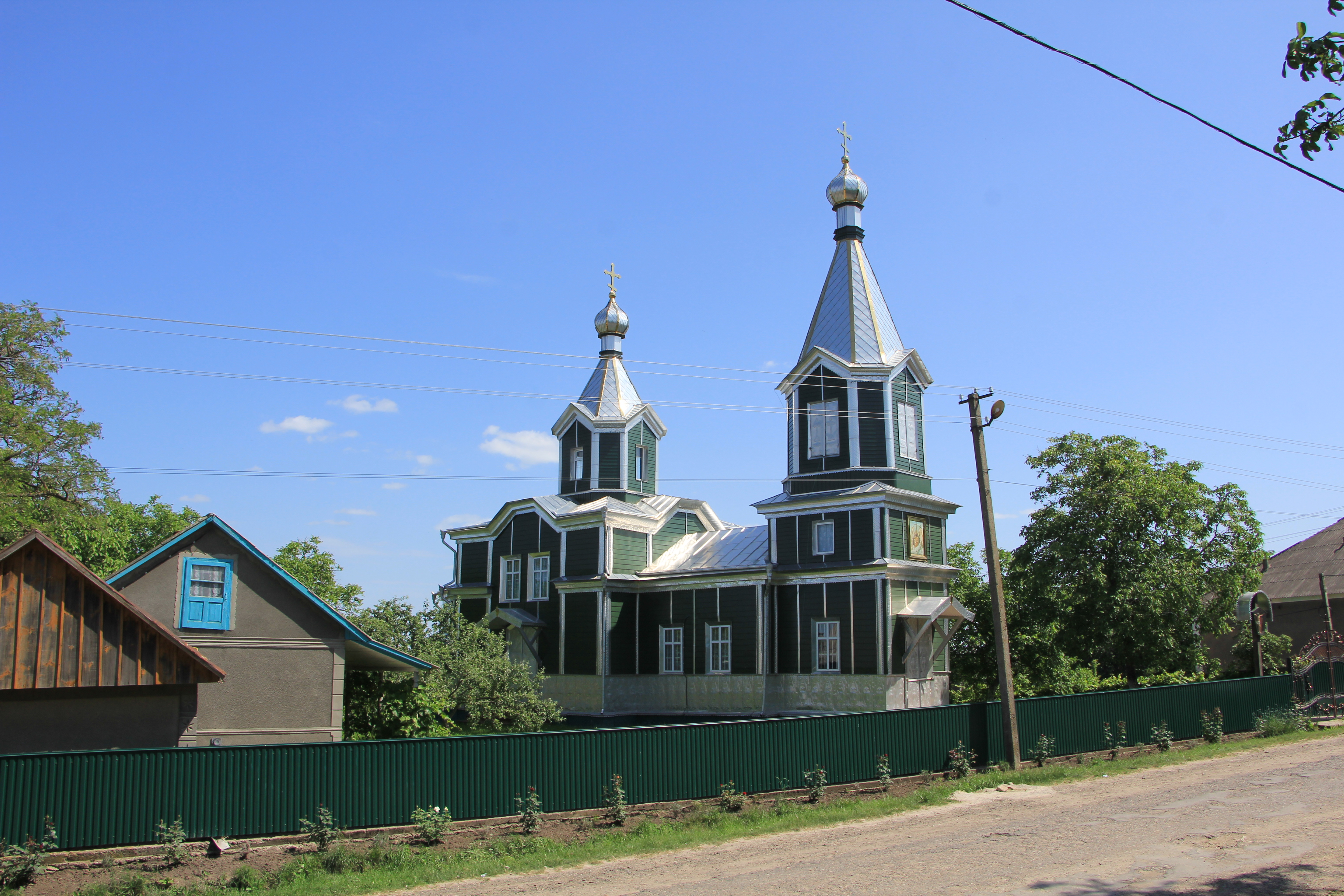
Церква Св. Пр. Іллі 1905 с. Щербинці